# Gmina Syddjurs
Gmina Syddjurs (duń. Syddjurs Kommune) – gmina w Danii w regionie Jutlandia Środkowa.
Gmina powstała w 2007 roku na mocy reformy administracyjnej z połączenia gmin Ebeltoft, Midtdjurs, Rosenholm i Rønde.
Siedzibą gminy jest miasto Rønde.